# Melanie South
Melanie Jayne South (Kingston upon Thames, 3 mei 1986) is een professioneel tennisspeelster uit het Verenigd Koninkrijk. South begon met tennis toen zij zeven jaar oud was. Haar favoriete ondergrond is gras of hardcourt. Zij speelt rechtshandig en heeft een tweehandige backhand. Zij was actief in het internationale tennis van 2002 tot en met 2013.

## Loopbaan
South heeft geen WTA-titels weten te bemachtigen. In het ITF-circuit won zij zes titels in het enkelspel en 24 in het dubbelspel.
Haar beste resultaat op de grandslamtoernooien is het behalen van de tweede ronde van Wimbledon 2006 bij het enkelspel en ook bij het dubbelspel, alleen dan in 2008 en 2009. Bij het gemengd dubbelspel wist zij tot de kwartfinale te komen, op Wimbledon 2007, met landgenoot Alex Bogdanovic aan haar zijde.
Haar hoogste positie op de WTA-ranglijsten is de 99e plaats in het enkelspel (bereikt in februari 2009) en de 120e in het dubbelspel (bereikt in maart 2009).
In 2008 en 2009 maakte South deel uit van het Britse Fed Cup-team – zij behaalde daar een winst/verlies-balans van 2–2.

## Posities op deWTA-ranglijst
Positie per einde seizoen:
| jaar | rang enkelspel | rang dubbelspel |
| ---- | -------------- | --------------- |
| 2002 | 931            | 931             |
| 2003 | 851            | 554             |
| 2004 | 453            | 621             |
| 2005 | 449            | 467             |
| 2006 | 176            | 205             |
| 2007 | 212            | 190             |
| 2008 | 116            | 146             |
| 2009 | 159            | 159             |
| 2010 | 292            | 219             |
| 2011 | 299            | 181             |
| 2012 | 328            | 193             |
| 2013 | 608            | 242             |

## Palmares

### Gewonnen ITF-toernooien enkelspel
| nr. | datum      | toernooi           | ondergrond | tegenstandster    | score         |
| --- | ---------- | ------------------ | ---------- | ----------------- | ------------- |
| 1.  | 2004-03-03 | Mumbai             | hardcourt  | Chen Yanchong     | 6-4, 6-4      |
| 2.  | 2005-04-10 | Bath               | hardcourt  | Anne Keothavong   | 6-4, 4-6, 6-4 |
| 3.  | 2006-01-29 | Kingston upon Hull | hardcourt  | Irena Pavlovic    | 6-4, 6-1      |
| 4.  | 2006-07-30 | Chengdu            | hardcourt  | Lu Jingjing       | 7-5, 7-6      |
| 5.  | 2008-03-23 | Sorrento           | hardcourt  | Christina Wheeler | 7-5, 6-7, 6-4 |
| 6.  | 2008-10-26 | Port Pirie         | hardcourt  | Yurika Sema       | 6-3, 6-4      |

### Gewonnen ITF-toernooien dubbelspel
| nr. | datum      | toernooi      | ondergrond | partner           | tegenstandsters                           | score             |
| --- | ---------- | ------------- | ---------- | ----------------- | ----------------------------------------- | ----------------- |
| 01. | 2004-02-01 | Tipton        | hardcourt  | Rebecca Llewellyn | Klaudia Jans Alicja Rosolska              | 2-6, 6-1, 6-4     |
| 02. | 2005-04-03 | Bath          | hardcourt  | Surina de Beer    | Jekaterina Kozjochina Trudi Musgrave      | 6-2, 7-5          |
| 03. | 2005-05-01 | Bournemouth   | gravel     | Claire Peterzan   | Anna Hawkins Holly Richards               | 5-7, 6-4, 6-3     |
| 04. | 2005-05-08 | Edinburgh     | gravel     | Rebecca Llewellyn | Leonie Mekel Bibiane Schoofs              | 6-0, 3-6, 6-3     |
| 05. | 2006-10-01 | Nottingham    | hardcourt  | Karen Paterson    | Katie O'Brien Margit Rüütel               | 6-2, 2-6, 7-6     |
| 06. | 2006-10-08 | Nantes        | hardcourt  | Rebecca Llewellyn | Sabine Lisicki Irena Pavlovic             | 6-2, 6-0          |
| 07. | 2007-06-08 | Surbiton      | gras       | Karen Paterson    | Elena Baltacha Naomi Cavaday              | 6-1, 6-4          |
| 08. | 2007-07-14 | Felixstowe    | gras       | Karen Paterson    | Jade Curtis Rebecca Llewellyn             | 6-3, 6-3          |
| 09. | 2007-07-28 | La Coruna     | hardcourt  | Marina Erakovic   | Andrea Hlaváčková Justine Ozga            | 6-1, 4-6, [10-4]  |
| 10. | 2008-03-21 | Sorrento      | hardcourt  | Monique Adamczak  | Chang Kai-chen Hwang I-hsuan              | 6-2, 6-4          |
| 11. | 2008-05-11 | Fukuoka       | tapijt     | Nicole Thijssen   | Maya Kato Julia Moriarty                  | 4-6, 6-3, [14-12] |
| 12. | 2008-11-29 | Toyota        | tapijt     | Emma Laine        | Kimiko Date-Krumm Han Xinyun              | 6-1, 7-5          |
| 13. | 2009-10-03 | Helsinki      | hardcourt  | Emma Laine        | Johanna Larsson Anna Smith                | 6-3, 6-3          |
| 14. | 2009-10-24 | Glasgow       | hardcourt  | Emma Laine        | Evelyn Mayr Julia Mayr                    | 6-3, 6-2          |
| 15. | 2010-08-14 | Tallinn       | hardcourt  | Emma Laine        | Lu Jingjing Sun Shengnan                  | 6-3, 6-4          |
| 16. | 2010-11-26 | Traralgon     | hardcourt  | Tímea Babos       | Jarmila Groth Jade Hopper                 | 6-3, 6-2          |
| 17. | 2010-12-03 | Bendigo       | hardcourt  | Tímea Babos       | Jarmila Groth Jade Hopper                 | 6-3, 6-2          |
| 18. | 2011-02-06 | Sutton        | hardcourt  | Emma Laine        | Marta Domachowska Darija Jurak            | 6-3, 5-7, [10-8]  |
| 19. | 2012-02-03 | Burnie        | hardcourt  | Arina Rodionova   | Stephanie Bengson Tyra Calderwood         | 6-2, 6-2          |
| 20. | 2012-02-17 | Sydney        | hardcourt  | Arina Rodionova   | Duan Yingying Han Xinyun                  | 3-6, 6-3, [10-8]  |
| 21. | 2013-01-20 | Glasgow       | hardcourt  | Tara Moore        | Anna Smith Francesca Stephenson           | 7-6, 6-3          |
| 22. | 2013-02-10 | Rancho Mirage | hardcourt  | Tara Moore        | Jan Abaza Louisa Chirico                  | 4-6, 6-2, [12-10] |
| 23. | 2013-08-04 | Nottingham    | hardcourt  | Anna Smith        | Daneika Borthwick Anna Fitzpatrick        | 6-4, 6-2          |
| 24. | 2013-09-08 | Antalya       | hardcourt  | Emma Laine        | Patcharin Cheapchandej Tanaporn Thongsing | 6-4, 6-3          |

## Resultaten grandslamtoernooien
| Legenda | Legenda                          |
| ------- | -------------------------------- |
| g.t.    | geen toernooi gehouden           |
| l.c.    | lagere categorie                 |
| –       | niet deelgenomen                 |
| G       | uitgeschakeld in de groepsfase   |
| 1R      | uitgeschakeld in de eerste ronde |
| 2R      | uitgeschakeld in de tweede ronde |
| 3R      | uitgeschakeld in de derde ronde  |
| 4R      | uitgeschakeld in de vierde ronde |
| KF      | uitgeschakeld in de kwartfinale  |
| HF      | uitgeschakeld in de halve finale |
| F       | de finale verloren               |
| W       | het toernooi gewonnen            |
| w-v     | winst/verlies-balans             |

### Enkelspel
| toernooi        | 2006 | 2007 | 2008 | 2009 | 2010 |
| --------------- | ---- | ---- | ---- | ---- | ---- |
| Australian Open | –    | –    | –    | 1R   | –    |
| Roland Garros   | –    | –    | –    | 1R   | –    |
| Wimbledon       | 2R   | 1R   | 1R   | 1R   | 1R   |
| US Open         | –    | –    | –    | –    | –    |

### Vrouwendubbelspel
| toernooi        | 2005 | 2006 | 2007 | 2008 | 2009 | 2010 | 2011 | 2012 | 2013 |
| --------------- | ---- | ---- | ---- | ---- | ---- | ---- | ---- | ---- | ---- |
| Australian Open | –    | –    | –    | –    | –    | –    | –    | –    | –    |
| Roland Garros   | –    | –    | –    | –    | –    | –    | –    | –    | –    |
| Wimbledon       | 1R   | 1R   | 1R   | 2R   | 2R   | 1R   | 1R   | 1R   | 1R   |
| US Open         | –    | –    | –    | –    | –    | –    | –    | –    | –    |

### Gemengd dubbelspel
| toernooi        | 2007 | 2008 | 2009 |    | 2011 | 2012 |
| --------------- | ---- | ---- | ---- | -- | ---- | ---- |
| Australian Open | –    | –    | –    | –  | –    |      |
| Roland Garros   | –    | –    | –    | –  | –    |      |
| Wimbledon       | KF   | 1R   | 1R   | 2R | 3R   |      |
| US Open         | –    | –    | –    | –  | –    |      |